# 德差河
德差河，是中国长江流域的一条河流，汇入雅砻江，属于金沙江水系。河长137千米，流域面积3360平方千米，年均流量44立方米每秒。自然落差1920米。水能理论蕴藏量21万千瓦。